# Amaranthus polystachyus
Amaranthus polystachyus är en amarantväxtart som beskrevs av Carl Ludwig von Willdenow. Amaranthus polystachyus ingår i släktet amaranter, och familjen amarantväxter. Inga underarter finns listade i Catalogue of Life.